# Salpichroa proboscidea
Salpichroa proboscidea är en potatisväxtart som beskrevs av Raymond Benoist. Salpichroa proboscidea ingår i släktet Salpichroa och familjen potatisväxter. Inga underarter finns listade i Catalogue of Life.